# Ahedo (Vizcaya)
Ahedo es una entidad de población española del municipio de Valle de Carranza, perteneciente a la provincia de Vizcaya, en la comunidad autónoma del País Vasco.

## Toponimia
El lugar puede aparecer referido como «Ahedo», «Aedo» y «Haedo».

## Historia
Hacia mediados del siglo XIX, el lugar, ya por entonces perteneciente al ayuntamiento de Valle de Carranza, tenía contabilizada una población de medio millar de habitantes. Aparece descrito en el primer volumen del Diccionario geográfico-estadístico-histórico de España y sus posesiones de Ultramar de Pascual Madoz con las siguientes palabras:

AEDO ó HAEDO: l. en la prov. de Vizcaya, dióc. de Santander, part. jud. de Valmaseda y uno de los que comprende el valle y conc. de Carranza (V.): su igl. parr. (S. Miguel) conserva por aneja la de S. Andres de Vianez, y fue matriz de las de Lanzas agudas y Calera del Prado: disfruta de mancomun con el valle, buenos montes de arbolado, y prod. como aquel, trigo, maiz, alubias, uvas, algunas otras frutas y hortaliza: cria ganado vacuno y de otras clases. Pobl. 116 vec.: 500 alm.
(Madoz, 1845, p. 101)

En 2022, la entidad singular de población tenía empadronados 197 habitantes y el núcleo de población, 65.

## Patrimonio
Hay en el lugar una iglesia de San Miguel Arcángel.